# Ekoï (cyclisme)
Ekoï est une marque française d'équipement pour le cyclisme, fondée en 2001 par Jean-Christophe Rattel. 
Elle est exploitée par la société JCR, basée à Fréjus (Var, France).
La marque propose des casques, des vêtements, des chaussures et des lunettes de cyclisme. Elle se distingue en proposant la personnalisation de son matériel.

## Historique
Ekoï est fondée en 2001 par Jean-Christophe Rattel, qui a notamment travaillé chez MBK et Vetta.
Jusqu'en 2008, la marque vend ses produits dans des grandes enseignes d'articles de sport et auprès de grossistes.
En 2008, l'entreprise change sa stratégie pour proposer ses produits directement aux clients via son site Internet.
En mars 2014, Jean-Christophe Rattel cède une part minoritaire du capital d'Ekoï à Amundi Private Equity Funds, Sofipaca (appartenant au Crédit agricole en Provence-Alpes-Côte d'Azur) et à Jean-Fabrice Mathieu.
En octobre 2019, Jean-Christophe Rattel reprend, via un emprunt auprès de la Banque Postale, les 17 % qu'il avait cédé pour détenir à nouveau 100 % de l'entreprise JCR Ekoï.
En août 2020, l'entreprise emménage dans de nouveaux locaux toujours à Fréjus, avec un espace de stockage de plus de 1 200 m2 et un showroom de 100 m2 pour recevoir la clientèle et les sportifs que l'entreprise parrainent. Le showroom reçoit 6 000 clients par an.
En avril 2021, Trocadero Capital Partners acquiert 25 % du capital d'Ekoï.
En 2022, la gamme Femme d'Ekoï représente 15 % des ventes.
En 2023, Ekoï construit un nouvel entrepôt de stockage de 2 800 m2 à Puget-sur-Argens. L'entreprise effectue 60 % de son chiffre d'affaires à l'export.

## Site Internet
En 2008, Ekoï lance son site Internet pour vendre directement aux clients ses produits. 
En 2023, les ventes depuis son site Internet représentent 98 % de son chiffre d'affaires. Le panier moyen est de 120 €.

## Galerie de photos

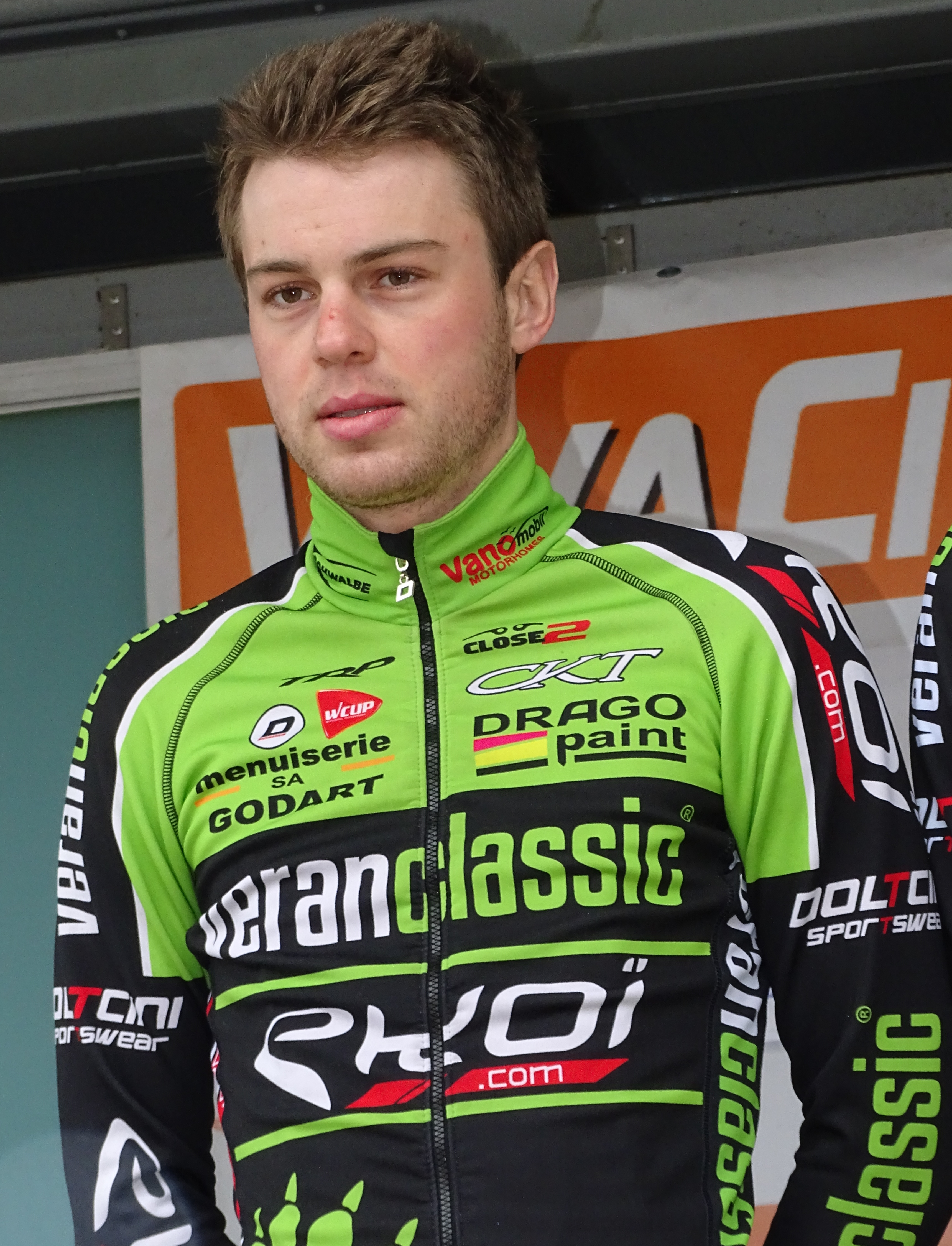
Un coureur de l'équipe Veranclassic-Ekoï arborant le logo de l'entreprise sur son maillot.
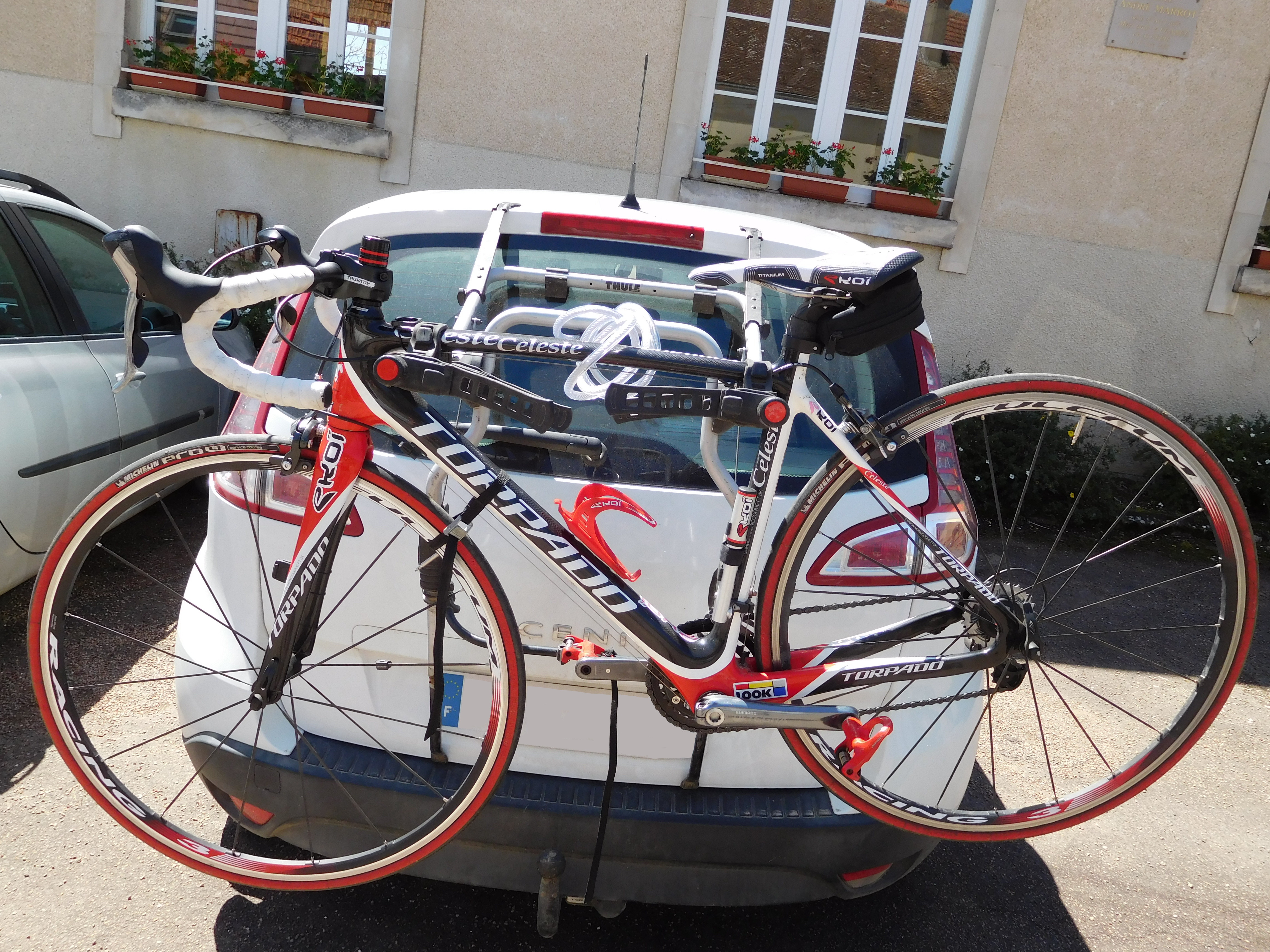
Vélo de course Torpado équipé Ekoï (selle Titanium, pompe et porte-bidon).

## Parrainage
L'entreprise Ekoï est présente sur le Tour de France depuis 2010 pour équiper des formations cyclistes.
En 2022, la marque sponsorise les équipes cyclistes Lotto Soudal, Cofidis, Arkea Samsic, St Michel Auber93, Euskaltel Euskadi, Team Qhubeka, BMC MTB Racing, KMC Orbea, Trinx Factory Team.
En 2023, Ekoï est portée par les équipes Arkéa-Samsic, Cofidis, Israël-Premier Tech et Lotto-Dstny.

## Chiffre d'affaires, résultat, effectif
|                                          | 2015 | 2016 | 2017  | 2018  | 2019  | 2020 | 2021 | 2022 |
| ---------------------------------------- | ---- | ---- | ----- | ----- | ----- | ---- | ---- | ---- |
| Chiffre d'affaires (en millions d'euros) | 7,60 | 8,94 | 11,55 | 14,06 | 17,75 |      |      |      |
| Résultat net (en millions d'euros)       | 0,04 | 0,13 | 0,64  | 0,42  | 0,69  |      |      |      |
| Effectif                                 | 21   | 24   | 26    | 30    | 32    |      |      |      |